# Gunars Janovskis
Gunars Anatolijs Janovskis (8. února 1916 Helsinky – 27. dubna 2000) byl exilový lotyšský spisovatel, básník a prozaik.

## Životopis
Gunars Anatolijs Janovskis se narodil 8. února 1916 v Helsinkách. V roce 1919 se Janovskis s rodinou vrátil zpět do Lotyšska. Zpočátku rodina pobývala v lotyšské Liepāji, ale brzy se přestěhovala do Rigy. Ačkoliv rodina žila v Rize, Janovskis velkou část svého dětství trávil u moře rybařením se svým otcem.
Od roku 1926 do roku 1933 studoval na 1. Rižském národním gymnáziu. V roce 1933 začal studovat klasickou filologii na Lotyšské univerzitě. Jeho studium nebylo příliš úspěšné, protože se Janovskis mnohem více zajímal o poezii a literaturu. Studia také nedokončil, zanechal jich v roce 1938. Již v průběhu studia začal pracovat jako korektor ve Státní tiskárně. První prózu publikoval v roce 1938 pod názvem Studentu Dzīvē (Za studentského života).
Do sovětské okupace pracoval na různých pozicích. Živil se například jako účetní, nakládal palivové dříví na nádraží nebo pracoval na jatkách. Od roku 1941 do roku 1944 pracoval jako tlumočník v okresní radě města Jēkabpils. Na podzim roku 1944 uprchl do Německa. Ihned po skončení války pokračoval ve studiu filologie na univerzitě v německém Bonnu.
Roku 1947 se přestěhoval do Velké Británie. Zde nejdříve pracoval jako zemědělec a v cihelně. V roce 1952 se oženil a přestěhoval se na farmu ve střední Anglii. Janovskis hodně cestoval po Evropě. Během svého exilu působil v pěveckém sboru Mežezers a účastnil se všech anglických a evropských lotyšských svátků písní. V roce 1984 se dostal do anglicko-lotyšského „domova důchodců“ Straumēni. V roce 1996 získal Řád tří hvězd. Zemřel 27. dubna 2000. Spisovatel byl zpopelněn a pohřben na Rainisově hřbitově v Rize.

## Literární tvorba
Gunars Janovskis je někdy považován za nejlepšího lotyšského prozaika. A to i přesto, že se literatuře začal věnovat poměrně pozdě, a to pouze v exilu. Hlavními tématy jeho práce jsou život v exilu a vzájemné vztahy mezi různými typy emigrantů. V mnoha dílech odhaluje také část svého života a dává jim určitý autobiografický nádech. Nejvíce se proslavil románem Sōla, který vypráví příběh o životě pobaltských emigrantů v poválečné Anglii. V roce 2019 byl zařazen i mezi povinnou četbu studentů 12. tříd, což vzhledem ke svému rusofobskému vyznění vyvolalo negativní ohlas zejména na bilingvních školách. Nevoli vyvolala jmenovitě tato část:
"... pokud potkáš Rusa, mluv s ním, jako bys stál v okně ve druhém patře a on na dvoře po kolena ve špíně a sračkách, protože rozdíl mezi Rusem a Estoncem je tak velký. Buď zdvořilý a ledově laskavý, dokonce se usmívej. Nebij ho do obličeje, ale podívej se na něj svrchu a uvidíš, jak se tě bojí. Takhle se bojí pes, když zaslechne v hlase majitele sebemenší tvrdost a Rus se svou úzkou dušičkou stále není nic jiného než otrok ..."
Napsal více než 30 románů.